# 슈테클리크리크
슈테클리크리크(독일어: Stecklikrieg)는 1802년 발발한 스위스의 내전이다. ‘몽둥이 전쟁’이라는 분쟁의 이름에서 슈테클리(Stäckli)라는 말은 ‘나무곤봉’이라는 의미로 반군이 즉석에서 만든 무기를 의미한다.(krieg는 ‘전쟁’을 의미) 이 분쟁은 주로 농촌 주민과 헬베티아 공화국의 정규군 사이에서 일어났다. 1802년 헬베티아 공화국의 붕괴, 프랑스의 스위스 재점령, 그리고 궁극적으로 1803년 2월 19일 나폴레옹에 의해 지시된 중재법을 초래했다.

## 스위스 전쟁
뤼네빌 조약에 따라 프랑스군은 1802년 여름 스위스를 떠났고, 그 결과 스위스가 급격히 불안정해졌다. 이러한 불안정은 스위스 중부에서 시작되어 취리히와 베른, 그리고 아르가우와 졸로투른주에 있는 스위스고원의 시골 지역을 중심으로 한 공개적인 반란으로 정점에 이르렀다. 전쟁은 8월 28일 필라투스의 렝그 고개에서 교전이 시작되었고, 9월에는 베른과 취리히에 대한 포병 공격이 있었고, 10월 3일에는 포우그에서 소규모 접전이 있었다. 장비가 부실하고, 사기가 떨어진 군대와 몇 차례 적대적인 충돌이 일어난 후 중앙 정부인 헬베티아 공화국은 9월 18일에 군사적으로 항복하여 베른에서 로잔으로 후퇴한 후 완전히 무너졌다. 그것은 주정부와 알로이스 폰 레딩이 이끄는 슈비츠의 타크자충에 의해 계승되었다.
헬베티아 공화국의 보다 자유주의적인 질서와 함께 유대인들이 인기 없는 새 질서에서 부당하게 이익을 얻고 있었다는 비난이 제기되면서 반유대주의 감정이 고조되었다. 1802년 9월 21일, 증오와 분노는 소위 자두 전쟁(Zwetschgenkrieg)에서 정점에 이르렀다. 반유대주의적 소문으로 촉발된 폭력 사태가 발생하자, 800명의 농부, 장인, 일부 귀족으로 구성된 무장한 무리가 유대인들을 공격하여 집과 재산을 약탈하고, 파괴했다. 공격은 완전히 예상치 못한 것이 아니었고, 며칠 동안 긴장이 고조되었고, 엔딩겐과 렝나우의 기독교 주민들이 크게 영향을 받지 않았다. 유대인들은 피해 보상을 받지 못했고, 가해자들은 어떠한 불이익도 받지 않았다.
나폴레옹은 스위스의 불안정이 유럽 전체에 확산될 수 있다는 점을 우려했고, 대립하는 양측에 협상할 권한이 있었다. 나폴레옹의 중재법은 더 연방주의적인 접근을 위해 헬베티아 공화국의 중앙집권적 구조를 포기하고, 저항 세력의 요구에 양보했다. 마찬가지로 그는 스위스가 본질적으로 ‘연방’이며, 다른 체제를 강제하려는 시도는 현명하지 않다고 말했다.

## 영국의 반응
프랑스의 개입은 1803년 5월 18일 대륙 문제에서 영향력이 감소하고 있던 영국이 프랑스에 대한 전쟁을 재개하기 위한 구실로 사용된 아미앵 조약을 위반한 것이었다. 영국인은 종종 대륙의 내부 투쟁에서 벗어나려고 시도했지만, 나폴레옹의 프랑스 행동은 기존 질서와 영국의 기존 경제 패권을 뒤집을 위협이 되었다. 그가 중재법을 통해 중재하는 동안 프랑스의 개입에 의해 강제된 것은 특히 스위스 질서를 뒤흔들지 않았고, 사실 프랑스 공화국의 침공 이전의 기존 전통과 스위스 정부 형태의 많은 부분을 복원한 것은 그러한 외국 간섭을 금지한 아미앵 조약을 프랑스가 위반한 것이었다.
프랑스인의 행동에 대한 시민의 반응과 관련하여 시인 윌리엄 워즈워스는 스위스 정복에 관한 영국인의 생각은 몽둥이 전쟁 사건에서 직접적인 영감을 받았다. 이 시기의 그의 시는 종종 영국 대중을 사로잡는 ‘쉬운 징고이즘’에 대한 반응이었다. 스위스의 예속에서 그는 국가의 ‘장소’와 국가의 ‘정치’적 차이에 대한 자신의 경험을 이야기한다. 그는 스위스에 대한 프랑스의 개입을 혁명 철학의 거부로 보았고, 프랑스 혁명이 처음에 주장한 가치에 여전히 동조했지만, 대프랑스 전쟁 지속에 대한 영국의 선언을 지지했다.